# Джетта Гудал
Джетта Гудал (англ. Jetta Goudal), урождённая Джульетт Хенриетт Гудекет (англ. Juliette Henriette Goudeket; 12 июля 1891, Амстердам — 14 января 1985, Лос-Анджелес, Калифорния) — американская актриса голландского происхождения, популярная в эпоху немого кино.

## Биография
Родилась в Амстердаме в состоятельной еврейской семье резчика алмазов Вольфа Мозеса Гудекета (1860—1942) и его супруги Гертруды (1866—1920). Свою актёрскую карьеру она начала на сцене, много путешествуя по Европе с различными театральными труппами. В 1918 году она покинула опустошённую войной Европу, и обосновалась в Нью-Йорке. Там, желая скрыть своё еврейское происхождение, она выдала себя за парижанку, уроженку Версаля, дочь вымышленного адвоката Мориса Гийома Гудала, родившуюся 12 июля 1901 года.
В Нью-Йорке она продолжила свою карьеру, дебютировав в 1921 году на Бродвее под псевдонимом Джутта Гудал. Стремясь стать кинозвездой, она переехала на западное побережье США, где в 1923 году впервые появилась на киноэкранах в картине «Яркая шаль». Гудал быстро добилась популярности у зрителей, и вскоре знаменитый киномагнат Сесил Б. Де Милль предложил ей контракт.
После нескольких весьма успешных фильмов, Де Милль разорвал с актрисой контракт, утверждая, что с Гудал очень тяжело работать. Актриса подала против него иск за нарушение условия контракта, и, несмотря на заверения в суде Де Милля, что работа с ней вызывала многочисленные и дорогостоящие задержки кинопроизводства, судебные разбирательства завершились в пользу Гудал. Однако, победа не принесла актриса пользы: из-за смелости судиться с самим Де Миллем многие студии отказывались с ней работать. После нескольких ролей в таких картинах как «Картонный любовник» (1928), «Леди с мостовых» (1929) и «Бизнес и удовольствие» (1932), актриса завершила свою кинокарьеру.
В 1930 году актриса вышла замуж за дизайнера интерьеров и одного из основателей Академии кинематографических искусств и наук Гарольда Грива. После окончания карьеры Гудал присоединилась к бизнесу мужа по дизайну интерьеров. В 1960-е годы у Гудал начались проблемы с сердцем, а после инфаркта в 1973 году она стала инвалидом. Актриса умерла в 1985 году в Лос-Анджелесе в возрасте 93 лет, и была похоронена на кладбище Форест-Лаун в Глендейле. Её супруг умер через восемь лет и был похоронен рядом с ней. Джетта Гудал удостоена звезды на Голливудской аллее славы за её вклад в киноиндустрию США.